# Ronal Vargas Araya
Ronal Vargas Araya (Palmares, 10 de enero de 1967) es un ex-sacerdote, profesor, abogado, ambientalista, luchador social, motivador y diputado costarricense para el periodo 2014-2018, del partido izquierdista Frente Amplio. En el 2007 fue el principal organizador en contra del TLC en la provincia de Guanacaste. Renunció a su cargo como diputado el 5 de febrero de 2015.

## Biografía

### Educación y Experiencia Académica
Nació en Palmares, el 10 de enero de 1967, Vargas Araya realizó sus estudios primarios en Palmares (1972-1977); estudios secundarios en Cartago (1978-1982); y estudios universitarios en Guatemala (1983-1989), El Salvador (1987), San José (1990-1993), La Cruz (1999-2001), Honduras (2008-2009) y Liberia (2009-2012).
Con motivo del doctorado Honoris causa que la Universidad de Salamanca dio al expresidente Óscar Arias Sánchez, Vargas escribió una denuncia pública el 24 de noviembre de 2009 a Manuel Alcántara Sáenz, vicerrector de Relaciones Internacionales y Cooperación de la Universidad para que revertieran tal decisión. De no desistir en el doctorado honorífico Vargas pidió que borraran su nombre de las Actas y archivos de esta Universidad, eliminando el título de la Maestría en el área de Sociología que recién había logrado en dicho centro de estudios superiores.

### Participación Política
Las preferencias políticas partidistas fueron desde su infancia por el partido Pueblo Unido, donde militaban activamente algunos tíos de él. Posteriormente por Fuerza Democrática, por el Partido Acción Ciudadana y desde el año 2004 en que se fundó, por el partido Frente Amplio de José Merino del Río.

### Experiencia Internacional
Ha realizado viajes a varios países como representante en eventos internacionales de diferentes grupos ambientalistas, campesinos, pequeños empresarios, luchadores sociales, afectados por crisis del agua, etc. en Bélgica (2000), Ecuador (2001), Uruguay (2006), Colombia (2005), Venezuela (2009), México (2008) y en repetidas ocasiones en Guatemala, Honduras, El Salvador, Nicaragua y Panamá.

### Trayectoria Social como Sacerdote

#### Acciones Destacadas a nivel de provincia y nacional

##### Ámbito Ambiental
Participó del movimiento nacional contra la minería de oro a cielo abierto. Procedente de una Vigilia contra los proyectos mineros, en el Salón Comunal de Lourdes de Abangares, le tocó contemplar impotente la muerte de dos compañeros de lucha, en un accidente automovilístico sobre el puente del Río Salto de Liberia: la maestra liberiana Marina Canales y el cantautor santacruceño Carlos Rodríguez (17-08-1997). Finalmente lograron que el Gobierno declarara la moratoria a la minería de oro a cielo abierto.
Directivo muy activo del Consejo Regional del Área de Conservación Guanacaste (CORACG), reuniéndose frecuentemente con diferentes funcionarios y líderes de la región para defender, aportar, cuestionar y aprobar acciones y presupuestos en favor de los parques nacionales en Liberia, La Cruz y Upala (2006-2013). Por participar en esta entidad oficial Vargas debe prestar todos los años declaración de bienes a la Contraloría General de la República.
Miembro activo y cofundador en 1999 de la asociación ambiental Confraternidad Guanacasteca, vicepresidente en dos ocasiones y secretario hasta el año 2006. En ella Vargas encaminó muchas denuncias ambientales y dio acompañamiento legal y estratégico a comunidades afectadas por megaproyectos y contaminación ambiental. Aunque todos los miembros fundadores terminaron fuera de la organización, han continuado por aparte labores de denuncia ambiental.
Apoyo logístico y acompañamiento en algunos eventos del proyecto Azúcar sin Cenizas ejecutado por la Confraternidad Guanacasteca, contra la quema indiscriminada de cañales en algunas zonas de Guanacaste, que causa contaminación y afecta la salud de los pobladores locales: como Director de la Pastoral Social-CARITAS de la Iglesia católica, Vargas les facilitó gratuitamente un local para coordinar dicho proyecto (2007).

##### Ámbito Social
Líder guanacasteco en la lucha contra el Combo del ICE en el año 2000, participó en reuniones estratégicas, manifestaciones, marchas en carretera y cierres de puentes, principalmente en Liberia y Cañas (donde tuvieron cerrado el puente sobre el río Cañas por 14 horas). Ambas ciudades guanacastecas fueron bastiones nacionales de la lucha contra el Combo que hicieron torcer la mano al Gobierno en los meses de abril y mayo.
Vargas fungió como Fiscal general en el Referéndum contra el TLC (CAFTA en Costa Rica) del 7 de octubre de 2007 y estuvo involucrado en la organización popular, visiteo, recolección de firmas e inscripción de fiscales. Logró compactar una gran fuerza social que dio la sorpresa en Costa Rica, derrotando en Guanacaste por buen margen la posición manipuladora e impositiva del Gobierno, la embajada estadounidense y grandes empresas a favor del TLC.
Posterior a la lucha contra el TLC, Vargas dio acompañamiento a varios Comités Patrióticos de la región, que no se identificaron con ningún partido político, sobresaliendo entre ellos los de Colorado y Abangares, Nicoya, La Cruz, Bagaces y Liberia. No pocos de sus miembros activos hoy se han lanzado a la arena política con partidos patrióticos patriotas. Vargas participó como protagonista en varias entrevistas a medios nacionales e internacionales y en la grabación de varios documentales incluyendo Santo Fraude.
Desde 1996 al 2003 fue vicepresidente y directivo de FEDEAGUA, logrando así un acompañamiento efectivo a varias organizaciones campesinas y ecologistas de la región participando en muchas acciones, marchas y luchas en favor de diferentes comunidades de la Península.
Participando como funcionario en un proyecto de mediación educativa, financiado por la Organización Internacional para las Migraciones, lograron formar contra la xenofobia a docentes y administrativos del MEP, dotar de muchos recursos didácticos a escuelas pobres de varios cantones guanacastecos y hasta construirle algunas aulas a las escuelas que más lo necesitaban por la sobre-población estudiantil y la alta presencia de estudiantes nicaragüenses (2001-2002).
Encargado de la logística y organización del Primer foro social en Guanacaste en el salón de la sede de la UCR en Liberia, presidido por la Defensoría de los Habitantes (30-08-2008).
Por el permanente trabajo de apoyo a varias asociaciones de desarrollo, sociales y ambientalistas, la Federación de Uniones Cantonales del sector noreste de Guanacaste (FUCNEGTE), representada por las asociaciones comunales de los cantones de La Cruz, Liberia, Bagaces, Cañas, Tilarán y Abangares, en el recinto de la Universidad de Costa Rica, Sede de Guanacaste, rindieron un homenaje a Vargas dedicándole el Foro de la altura (11-07-2009).

##### Enfrentamientos con Óscar Arias Sánchez
Defensa y victoria en el juicio penal contra su persona en los Tribunales de Justicia de Liberia en el que era acusado por denunciar públicamente al entonces presidente del país Óscar Arias Sánchez y al Alcalde del cantón de La Cruz, Matías Gonzaga, por haberse apoderado irregularmente de dos parcelas del IDA en Colonia Gil Tablada-El Jobo, colindantes a la playa y originalmente en manos de campesinos pobres. Hubo masivo apoyo popular y cobertura nacional de la prensa a este juicio realizado el 31 de enero de 2007. Por esta gesta penal el 2 de febrero el periódico La Nación me declaró Personaje del Día.
Participó del programa televisivo de canal 13 Diagnóstico, dirigido por Álvaro Montero Mejía y censurado por el Gobierno casualmente antes de salir al aire su intervención contra el régimen de Óscar Arias Sánchez.
Comparecencia en la Asamblea Legislativa ante la Comisión Permanente de Asuntos Hacendarios, que en Acta de la Sesión ordinaria 011 (11-09-2007) había iniciado la investigación por la adjudicación irregular de terrenos del IDA, a fin de que Ronal Vargas Araya rindiera testimonio de las parcelas del IDA que recibió el ex-presidente Óscar Arias Sánchez. Por estas y otras intervenciones algunas personas ya proponían el nombre de Ronal Vargas como futuro candidato a diputado.
Después de participar de un largo proceso de sensibilización y organización el 25 de julio de 2009 Vargas participó en el logro de reunir casi 4 mil afectados por las amenazas de desalojos a las comunidades costeras del Pacífico y marcharon por las calles de Nicoya, interrumpiendo los actos protocolarios del Concejo de Gobierno y entregando una carta en manos del entonces presidente Óscar Arias Sánchez, después de romper 3 vallas policiales, exigiendo la marcha atrás a todos los desalojos de familias costeras guanacastecas. El 12 de febrero y el 21 de setiembre de 2009 Vargas acompañó a estas familias de pescadores, llenando la capilla de Sion, en la Asamblea Legislativa, presionando para que se aprobara el Proyecto de Ley que confeccionamos junto a la gente del mar sobre territorios costeros comunitarios: Tecocos. Hasta la fecha Vargas presiona para su aprobación en la Asamblea Legislativa por medio de la prensa, la incidencia, manifestaciones y hasta con la grabación del documental Nuestras Costas (Alba Sud 2012) en donde soy protagonista.

#### Acciones Destacadas en Diócesis Tilarán-Liberia
Tuvo participación activa y permanente con un grupo de sacerdotes y laicos en el proceso de creación, promoción y defensa de la primera Carta Pastoral Social de la Iglesia católica en Guanacaste, firmada por Monseñor Héctor Morera y titulada “Tierra, cielo y mar”, que por las denuncias que planteaba levantó muchas polémicas, en particular con la CCSS y el MEP (marzo de 1996).
Vargas tuvo participación activa y permanente en el proceso de redacción y promoción de la Carta Pastoral sobre la Cuestión Social en Guanacaste de Monseñor Girardi (19-06-2009) y la Carta Pastoral La iglesia Entre las Gentes del Mar (2-08-2009), firmada por los tres obispos de las diócesis del Pacífico costarricense, que oficializaron un nuevo discurso social de la Iglesia católica en Costa Rica y tuvieron buen impacto internacional.
Le correspondió a Vargas liderar el proceso de transformación del quehacer de la Pastoral Social-CARITAS de la Iglesia católica de 2004 a 2011, evolucionando desde un modelo asistencialista hacia la canalización de esfuerzos para articular el movimiento social en Guanacaste, logrando encuentros provinciales, luchas compartidas y alianzas estratégicas con diferentes fuerzas sociales y organizaciones cantonales, comunales y ecológicas de la región.

#### Acciones Destacadas por cantón

##### Nicoya
Recién llegado de Guatemala fue profesor de Filosofía en el Colegio del cantón de Palmares en 1990 y al año siguiente llegó a Guanacaste, trabajando con un grupo juvenil en Tilarán (1991) y en comunidades pobres del sur y oeste de Nicoya: Quebrada Honda, La Mansión, Dulce Nombre, Caimital, Gamalotal y Copal (1992-1993).
Salió de la Casa Cural de Nicoya donde residía y fue a vivir junto a centenares de familias pobres en el precario “Camino al Futuro” de San Martín de Nicoya, alquilando una humilde casa “piso de tierra” por 5 mil colones al mes, conviviendo con humildes vecinos y muchos drogadictos del barrio (1994).
Fundó en la serranía de Juan Días de Nicoya la organización campesina “Madre Tierra”, que trató de darle vida a la “Carta Pastoral Madre Tierra” que recién habían publicado los obispos de Costa Rica. Dicha organización sobrevivió varios años defendiendo los derechos del campesinado pero decayó por el poco apoyo de la misma iglesia y las instituciones del Agro (1994).
Apoyo motivador y campaña para financiar beca para la niña campesina nicoyana Lineth Campos, quien logró declamar en el parque de la Anexión la poesía Gritos de la Pampa contra la tenencia de la tierra y el turismo acaparador y destructivo en Guanacaste (compuesta por el profesor Álvaro Villegas), violentando el protocolo del día de la Anexión, frente al entonces Presidente latifundista Óscar Arias Sánchez, que la criticó con recelo aduciendo: “Qué me va a dar clases de ética a mí una simple niña de escuela” (25-07-2007).
Vargas dio acompañamiento y asesoría a la comunidad de San Antonio de Nicoya con su férrea oposición al Relleno Sanitario que el Concejo Municipal había decidido abrir en su territorio. Expuso sobre las consecuencias dañinas para la salud comunitaria de un botadero a cielo abierto. La comunidad obligó a derogar el acuerdo municipal que había aprobado la instalación del relleno sanitario en el 2009.

##### Nandayure
Desde Nandayure acompañó el movimiento de protesta en la última gran huelga del Magisterio Nacional de 1995, reuniéndose con dirigentes y con las bases del movimiento, mismo que fue traicionado por algunos presidentes de sindicatos. Escribió varios artículos periodísticos en el diario mensual Fedeagua, que circulaba en Nicoya, Santa Cruz, Hojancha y Nandayure.
Conoció en Nandayure a “Las Panchas” de Santa Rita, familia donde algunas damas se dedicada al oficio de la Prostitución desde varios años atrás. Les hizo ver que Dios las amaba más por sus dificultades económicas y el desprecio social. Preparó personalmente un par de niñas de ellas para que hicieran la Primera Comunión, ilusionando a sus mamás con ese acontecimiento. El sacerdote de Nandayure les prohibió hacer la Primera Comunión solo “porque eran hijas de prostitutas”. Pocos días después montó  a “Las Panchas” en el carro de la Casa Cural y las bajó en el Parque, en medio de varias miradas acusadoras. El sacerdote le prohibió utilizar el vehículo cural llevando a “este tipo tan bajo de personas”. Por este y otros motivos tomó sus maletas y de madrugada se fue de la Casa Cural, dejando sólo al otro sacerdote (1994).

##### Cañas
Apoyando el precario en Barrio Las Cañas en los momentos más difíciles de su fundación se enamoró de la humilde comunidad por su espíritu de lucha, y apoyó a la misma en sus gestiones para tener agua potable, para inscribir sus terrenos y para recibir otros beneficios sociales y religiosos. Cuando el Sacerdote de la parroquia de Cañas le prohibió “gastar tiempo en esa miserable gente” decidió dedicarles parte de su día libre semanal para apoyarles en su promoción social (1995).
Vargas acompañó a la fundación “Ríos Limpios” y el Comité Cívico de Cañas en su lucha contra la contaminación de la empresa productora de tilapias “Aqua Corporación”, junto a la líder Antonia Barahona (+07-12-2006). La empresa había saturado las cañerías de aguas negras y contaminaba con malos olores el centro de Cañas. Tuvo que abandonar sus edificios (la Red de frío, que hoy alberga la feria del agricultor) e instalarse en las afueras de Cañas, camino a Bebedero, bajo nuevas normas de salud. Como venganza la empresa denunció penalmente a los extranjeros Karen Utnosky y Gadi Amit que acompañaron la lucha (2000) y Vargas sirvió de testigo a favor de ellos en los Tribunales de Justicia.
Vargas tuvo participación activa en el Comité de lucha por la salud de Cañas que aglutinó estudiantes, campesinos, obreros, amas de casa y otros manifestantes que cansados de promesas incumplidas de los regidores apedrearon y rompieron los vidrios del edificio municipal, la casa del Alcalde y la casa de la Presidenta Municipal. La Policía dispersó la manifestación con gases lacrimógenos, los estudiantes se exaltaron en gritos y golpes, varias personas fueron encarceladas y quienes estaban en el Parque de Cañas huyeron despavoridos. Todo por no aprobarse la donación del terreno ofrecido para la construcción de un hospital para la bajura en Cañas por diferencias políticas entre el PLN y el PUSC. Al día siguiente del desastre, en reunión extraordinaria, el Concejo Municipal aprueba de inmediato el terreno para la construcción del CAIS (5-06-2001).
Vargas creó y dio acompañamiento al Comité campesino de lucha contra la instalación del Relleno Sanitario en Sandillal, ya aprobado por el Concejo Municipal de Cañas y promovido públicamente por el alcalde y exdiputado Gilberto Jerez. Las comunidades de Sandillal y Cedros se manifestaron en contra, realizaron las gestiones legales pertinentes, amenazaron con cerrar calles y condicionaron al Concejo a sesionar en el salón comunal de Sandillal, donde obligaron echar marcha atrás aquel acuerdo nefasto (octubre de 2003-marzo de 2004).
En parcelas de Nueva Guatemala de Cañas Vargas coordinó la creación del Comité de lucha a favor del recurso hídrico por las amenazas de apropiación indebida de la fuente principal de agua por parte de un latifundista foráneo. Al final lograron fortalecer la ASADA del lugar, inscribiendo la fuente como propia (2008).
Vargas fue promotor de acciones políticas en Cañas que permitieron la elección de un candidato único de la Alianza Cañera (PUSC, ML, PAC, FA) que ganaría posteriormente las elecciones municipales, quedando tal como salió electo el actual alcalde municipal, que no es del PAC sino de la Alianza Cañera (2010).

##### La Cruz
Con el creciente auge del monocultivos de naranjas en Santa Cecilia de La Cruz, se dio un mayor deterioro ambiental y social, lo que propició protestas, denuncias ambientales y la organización temporal de Comités que despertó la voz de alerta, en este caso con la campaña No más residuos de naranja en terrenos del ACG, pues cómplicemente el director del Área de Conservación aceptó amontonar los residuos de la fábrica en terrenos del ACG, aduciendo que eran abono. Mediante un juicio penal en su contra, en el que participó Vargas como testigo, se terminó esta nefasta práctica antiecológica. Posteriormente también figuró sirviendo de testigo a favor del ecologista Alexander Bonilla cuando fue acusado penalmente por la empresa Del Oro.
Rescató de la memoria histórica popular, iniciando el recuerdo del cruel asesinato a sangre fría de Gil Tablada Corea (18 de noviembre de 1970), talabartero del lugar y mártir campesino en la lucha contra la tierra acaparada, en manos del latifundista asesino Luis Morice, en complicidad con las autoridades del lugar. El 18 de noviembre de 1998 Luis Morice hijo, todavía vivo, le hizo llegar esta amenaza mortal al padre Ronal: “Usted puede bajar a la escuela de El Jobo para recordar la muerte de Gil Tablada, pero yo no le aseguro que vuelva a subir”. Ante tan graves palabras contactó en la Asamblea Legislativa al diputado José Merino del Río, quien se ofreció acompañarlo personalmente en aquel evento. Luis Morice se encolerizó por la presencia del diputado y se fue a Nicaragua toda la semana para evitar escuchar de la memoria viva de Gil Tablada, que atormentaba la consciencia familiar.
Cofundador y miembro activo desde 1997 del Comité Local de Defensa de La Cruz que con el asesoramiento de la Defensoría de los Habitantes por varios años luchó sin tregua a favor de un ambiente sano y contra los vicios de la Municipalidad y de otras instituciones públicas que abusaban de la ciudadanía o desatendían sus justos reclamos.
A petición del Ejecutivo Municipal Matías Gonzaga y junto a un funcionario del IFAM confeccionaron ambos el Presupuesto 1998 de la Municipalidad de La Cruz, el mismo que aprobaría la CGR para dotarla de los recursos económicos necesarios para su gestión. Vargas no tuvo ningún tipo de reconocimiento económico por tal acción.
Al terminar el Bachillerato en Administración Educativa de la UNED en Liberia una tesina que realizó fue plantear la posibilidad de tener un Centro Académico de la UNED en La Cruz, por lo que comenzó las gestiones respectivas, logrando al poco tiempo que la Municipalidad de La Cruz firmara una carta de entendimiento con la UNED en la cual se comprometía a prestar un local y pagar electricidad, agua y teléfono, mientras la UNED pagaba el salario de sus funcionarios y ofrecía sus servicios universitarios. Gracias a la gestión de Vargas llegó la educación universitaria pública a La Cruz (1997).
En sesión del Concejo Municipal de La Cruz se acuerda “declarar NON GRATOS a los Curas Párrocos de la Parroquia de La Cruz, Gte: Ronal Vargas Araya y Gustavo Matarrita P., por manifestaciones calumniosas y difamatorias contra la Municipalidad”. Todo se debió a la lucha férrea que hicieron por la construcción irregular del Hotel Aurora del Pacífico (actual Isla Bolaños Bay), donde plantearon muchas denuncias y llevaron el caso a la Defensoría de los Habitantes, descubriéndose la corrupción municipal en torno a esta obra.
El 27 de octubre de 1998 el Concejo Municipal de La Cruz suscribe el acuerdo: “Por unanimidad ACUERDAN El Consejo Municipal de la Cruz, Gte, hace del conocimiento al Señor Obispo de la Diócesis de Tilarán, señor Héctor Morera Vega, que se le brinda todo el apoyo incondicional a nuestros sacerdotes en el Cantón de La Cruz, Ronal Vargas Araya y Gustavo Matarrita, por su gran labor, aporte, gestión, dedicación, por su espíritu de justicia, dignos de admiración en beneficio de las comunidades del cantón de La Cruz, por estar siempre pendientes de los problemas en las comunidades, y gracias a ellos muchas comunidades en el corto tiempo que tienen de estar acá han obtenido grandes logros; se les insta que sigan adelante en este sentido”, esta moción fue presentada por el presidente municipal Luis Gerardo Mora Mejía y la Vicepresidenta municipal Blanca Rosa Casares Fajardo.
Como Vicepresidente de Radio Sistema Cultural La Cruz en 1998, Vargas promovió mayor cercanía de la radio con la gente, la transmisión de más programas de educación popular, mayor participación de las mujeres y la apertura a otros sectores anteriormente ajenos a esta radio cantonal. Por tres años dirigió personalmente un programa diario educativo-religioso y sigue en la actualidad manteniendo contacto con sus locutores.
El Benemérito de la Patria, Carlos Luis Fallas denunció en su obra Don Bárbaro los atropellos, despojos de tierra, cercas corridas, encarcelamiento injusto de campesinos y otras zanganadas realizadas por el latifundista Luis Morice Lara contra decenas de familias pobres de La Cruz, en complicidad con la Policía y el Ministerio de Agricultura. Vargas rescató del olvido esta novela de Calufa digitalizándola totalmente y multiplicando por internet esta famosa obra de literatura totalmente desconocida en el cantón, escribiéndole un actualizado prólogo a la misma.
Acompañamiento permanente a la comunidad de Puerto Soley de La Cruz desde el momento en que recibieron algunas familias por parte de la Municipalidad las primeras órdenes de desalojo de sus hogares ubicados en la Zona Marítimo Terrestre (ZMT). Vargas presentó recursos legales, redactó artículos periodísticos, realizó reuniones de coordinación, visitó a la Contraloría General de la República, y participó en el proyecto de Ley Tecocos: finalmente consensuó una propuesta junto a la empresa Santa Elena Preserve y la Municipalidad que alejó temporalmente la amenaza del desalojo hasta el día de hoy (2008).
Vargas apoyó a la comunidad de Cuajiniquil de La Cruz cuando se escuchó que la Municipalidad iba con órdenes de desalojo para casi un centenar de familias que viven en la ZMT desde hace más de 50 años. Participó en diversas reuniones, publicó artículos periodísticos, realizó gestiones ante la Municipalidad y logró la participación de la comunidad en el proyecto de Ley Tecocos que aliviará sus preocupaciones (2009).

##### Liberia
Cartas y acompañamiento comunal a la justa oposición contra el proyecto del ICE para pasar cables de alta tensión por la comunidad de Alaska en Liberia a finales de 1999.
Constantes visitas de apoyo a las familias precaristas que habían tomado una finca en poder del Banco Nacional en Liberia, 4 km antes de llegar a Irigaray. Al final serán desalojados por la Policía y los terrenos son vendidos.
Convocados por FEDEAGUA Vargas lideró el cierre del puente del Tempisque en Guardia de Liberia, acompañado por grupos organizados de campesinos, artesanos, ganaderos, areneros, 4 curas y los afectados por la amenaza de adueñarse del agua por parte del Hotel Meliá Conchal. El ministro de la Presidencia llamó por teléfono a Monseñor Morera para que no les permitiera participar a los curas, pero escaparon en la madrugada del lugar de reuniones donde los tenían recluidos en Tilarán. Hubo violencia policial y varios líderes fueron encarcelados. Representantes de Casa Presidencial llegaron de inmediato a negociar y los manifestantes alcanzaron buenos réditos que beneficiarían a las comunidades guanacastecas (6 de marzo del 2002).
Visitó semanalmente la cárcel de Liberia (1.200 hombres y 40 mujeres) dando misas, llevando alimentos y objetos de uso personal, coordinando ayudas sociales, promoviendo los derechos humanos, coordinando con entes institucionales y foráneos, escribiendo artículos y buscando varias opciones de dignificación para la población penal (2004-2011).
Vargas animó varias iniciativas para abordar de forma más integral las problemáticas del precario Martina Bustos en Liberia: realizó una exhaustiva información con base en diagnósticos y noticias, escribió algunos artículos, inició los cursos de alfabetización de adultos, animó experiencias de agricultura orgánica, buscó alternativas de construcción de viviendas con Un Techo para Mi País y propuso que el terreno donado para el templo siga siendo utilizado como campo deportivo (2008-2011).  Además realizó otros esfuerzos contra la mendicidad creciente en Liberia, participando en otras iniciativas.
Apoyó al grupo organizado de la comunidad de El Gallo de Liberia en su Comité contra el funcionamiento de la Planta de tratamiento de lodos sépticos. Por varios meses, y ante el atropello a la población rural de El Gallo, los vecinos se organizaron para oponerse a la planta de tratamientos de aguas negras, pues desfilaban diariamente sinnúmero de camiones desde los hoteles, degradando el camino y afectando la vecindad con el aumento de malos olores. La Municipalidad, presionada por la población, primero negó los permisos de funcionamiento y después los reguló. Algunos vecinos son denunciados por la compañía pero salen bien librados (2008-2011).
Denuncia pública de la situación caótica que atraviesa la comunidad de Los Ángeles de Quebrada Grande de Liberia, conformada desde el 26 de febrero de 1980 cuando llegaron los refugiados salvadoreños, todavía hoy en condición precaria, sin títulos de propiedad, sin cédula costarricense, con el maltrato y abandono de todas las instituciones del estado: La Cruz Roja, la Municipalidad, ACNUR y la embajada de El Salvador. Vargas planteó una denuncia penal y otra ante el MEP contra el único maestro del lugar: borracho, vago, xenofóbico, pederasta y protegido por autoridades del MEP (2009-2012).

##### Santa Cruz
En el conflicto por el agua, asociado al hotel Meliá Conchal en la comunidad costera de Brasilito, por el uso del acuífero del río Nimboyores; Vargas participó de las gestiones del “Comité de comunidades costeras de Santa Cruz” por la defensa del recurso hídrico, acompañó manifestaciones, visitó a varios líderes locales para que se integraran al movimiento, propusieron a la maestra Rosa Angulo (líder de la lucha y actual regidora del PAC), como mujer luchadora ejemplar de Guanacaste, e incidieron para que ganara un concurso que la llevó a una gira por Europa, donde expuso la experiencia en esta lucha. Posteriormente le correspondió a Vargas presentar ante el Tribunal Latinoamericano del Agua la denuncia internacional contra el MINAE, AyA y el Hotel Meliá Conchal por los actos indebidos contra el derecho al agua potable de las comunidades santacruceñas. La sentencia los declaró culpables, saliendo condenadas estas instituciones y viéndose obligado este Hotel de Playa Conchal a cambiar de nombre por la pésima reputación internacional adquirida por sus acciones (2000-2002).
Acompañamiento permanente a la Asociación de Desarrollo Comunal de Ostional (ADIO), con su aguerrida oposición a las deplorables actitudes del MINAE en su perversa administración del Refugio de Vida Silvestre, la amenaza de expulsión a sus pobladores y la ejemplar gestión comunitaria de reconocimiento internacional por la forma en que la ADIO explota racional, comunitaria y ecológicamente el desove de la tortuga lora (Lepidochelys olivacea). Vargas ha realizado varios escritos y sigue participando en muchas reuniones y manifestaciones contra el desalojo comunal por vivir dentro de la ZMT desde muchas décadas atrás.
Expuso en el Salón comunal de San Juanillo de Santa Cruz para oponerse radicalmente a la eventual construcción de una Marina en la principal playa de la comunidad, que dejaría por fuera a los pescadores artesanales, contaminaría el golfo y traería una mayor crisis de agua y empleos de calidad a la población. El pueblo votó casi unánimemente en contra después de las intervenciones, desconociendo las supuestas bondades que aducían los abogados de la empresa allí presentes (año 2008).
Vargas dio acompañamiento a las Asociaciones de Desarrollo de Bernabela y Cacao de Santa Cruz cuando se les violentó el derecho a un ambiente sano, imponiéndoseles la reapertura del botadero de basura cantonal en Bernabela. Ambas comunidades iniciaron con su apoyo una fuerte lucha que culminó en el nuevo cierre del botadero el 31 de agosto del 2008. Pero cuestionadas gestiones del Ministerio de Salud y la Municipalidad permitieron su reapertura para favorecer una empresa colombiana, volviendo inunda estas comunidades con la basura del turismo costero.
Como miembro activo de la organización ambientalista nacional Bosques Nuestros, Vargas participó en la defensa del libre acceso a las playas guanacastecas privatizadas, haciendo denuncias legales en la defensa de las playas Zapotillal y Nombre de Jesús en Matapalo de Santa Cruz, y el enfrentamiento a la corrupción y al desorden administrativo en el parque nacional Marino las Baulas en Playa Grande y en el Refugio Nacional de vida silvestre de Ostional.

##### Carrillo
Desde el 28 de enero del 2008 Vargas ayudó a dar a conocer de primeros la problemática del agua y animó la creación del Comité de lucha por el agua de Sardinal. Varios líderes comunales, trabajadores, estudiantes y pobladores participaron de las reuniones y marchas pacíficas contra el proyecto de Mapache y los empresarios de El Coco para surtir con pozos en Sardinal las nuevas cañerías que construyen para el turismo de playa, arriesgando el suministro futuro de líquido para la comunidad. De momento se suspenden las obras. El enfrentamiento entre el pueblo contra empresarios turísticos, MINAE, SENARA, AyA, Municipalidad de Carrillo y la diputada Ballestero llega hasta la Casa Presidencial. La Defensoría de los Habitantes, la Sala Constitucional y la UCR intervienen a favor de Sardinal, respetando su derecho al agua. Todavía Vargas se reúne con líderes del Comité.

##### Bagaces
Vargas apoyó gestiones y participó en reuniones con de La Voz del Pueblo de Bagaces en favor de los parceleros de Falconiana que podrían perder sus tierras, junto con un sector del parque Palo Verde, iniciando la organización popular en contra del proyecto de embalse de Río Piedras, compromiso político del PLN para suministrar agua a varios latifundios y hoteles de la bajura guanacasteca (2008).

##### Abangares
Por las buenas relaciones con algunos regidores, el presidente del Concejo Municipal y el Alcalde de Abangares, Vargas logró incidir en planteamientos solidarios y algunos memorables Acuerdos Municipales de trascendencia regional y nacional, tales como el apoyo a la lucha de Sardinal, a los coligalleros o mineros artesanales, a las comunidades costeras en peligro de extinción, la declaración de Cantón Libre de transgénicos y la declaratoria de la semilla de maíz autóctono como bien cultural. Igualmente ha acompañado en algunas semanas ambientales, una gran tradición ecológica cantonal promovida por la municipalidad.

## Polémicas

### Independencia de Guanacaste
A raíz de la celebración del referéndum autonomista de Escocia, Vargas publicó en su cuenta de Twitter que le gustaría que Guanacaste también decidiera sobre volver a ser autónomo como lo hizo Escocia. Lo cual causó revuelo en redes sociales. 

### Renuncia y acusaciones por presunto acoso sexual
Vargas renuncia a su cargo como diputado alegando problemas de salud. Diversos medios circularon informes de que la verdadera causa de la renuncia respondió a una acusación por acoso sexual por parte de una asesora, lo cual fue confirmado por su compañero de bancada Edgardo Araya Sibaja lo que generó molestia dentro del Plenario. Tras su renuncia Vargas interpuso un recurso de amparo ante el Tribunal Supremo de Elecciones alegando que había sido obligado a renunciar por el líder de su partido, José María Villalta y solicitando ser restituido al cargo. Su recurso fue rechazado por el órgano electoral.